# Antimoon(V)oxide
Antimoon(V)oxide of antimoonpentoxide is een anorganische verbinding van zuurstof met antimoon in de oxidatietoestand +5. Het komt steeds in gehydrateerde vorm voor (Sb2O5 · n H2O). Het is een geel kristallijn poeder, zeer weinig oplosbaar in water.

## Productie
Antimoon(V)oxide wordt industrieel bereid door de oxidatie van antimoon of antimoon(III)oxide met waterstofperoxide. Aan een dispersie in water van poedervormig antimoon of antimoon(III)oxide wordt een oplossing van waterstofperoxide toegevoegd, waarbij bij ca. 90 °C zich colloïdale deeltjes van antimoon(V)oxide vormen. In het proces kan een wateroplosbare stabilisator worden gebruikt, zoals een alkanolamine (bv. di-ethanolamine of tri-ethanolamine), een alifatisch alfa-hydroxycarbonzuur (zoals citroenzuur, wijnsteenzuur, gluconzuur of melkzuur) of een meerwaardig alcohol met naburige hydroxylgroepen (zoals 1,2-propaandiol, 1,2-butaandiol of trimethylolpropaan). De stabilisator zou als een katalysator fungeren (verhoogt de reactiesnelheid) en laat toe om kleinere deeltjes te produceren, met een gemiddelde deeltjesgrootte van minder dan 0,1 micrometer.
Antimoon(V)oxide kan ook bereid worden door de hydrolyse van antimoonpentachloride.

## Toepassingen
Antimoon(V)oxide wordt vooral gebruikt als vlamvertrager in plastics en op kunstvezels. Het wordt ook gebruikt in katalysatoren voor oxidatie- en polymerisatiereacties. Het kan ook gebruikt worden als anorganische ionenwisselaar.